# Laakirchen
Laakirchen je město v rakouské spolkové zemi Horní Rakousy, v okrese Gmunden.
Ve městě žije přibližně 9 900 obyvatel.

## Historie
V roce 1996 byla při archeologických pracích na hřbitově nalezena Villa Rustica z 2. až 3. století n. l. Od 12. století patří obec Rakouskému arcivévodství. Stavba kostela byla započata v roce 1450 a dokončena kolem roku 1500.

## Partnerská města
- Gemona del Friuli, Itálie (2000)
- Obertshausen, Německo (1972)